# 브리티시 가스
브리티시 가스(British Gas)는 과거 영국의 가스 공급을 독점했던 에너지업체이다.

## 같이 보기
- 센트리카
- 가스미터